# Tristaniopsis oreophila
Tristaniopsis oreophila är en myrtenväxtart som först beskrevs av Friedrich Ludwig Diels, och fick sitt nu gällande namn av Peter G.Wilson och John Teast Waterhouse. Tristaniopsis oreophila ingår i släktet Tristaniopsis och familjen myrtenväxter. Inga underarter finns listade i Catalogue of Life.